# Стрельбицкий, Иван Семёнович
Иван Семёнович Стрельбицкий (7 октября 1900, Горловка — 25 ноября 1980, Москва) — советский военачальник, генерал-лейтенант артиллерии (1944). Начальник радиотехнических войск ВС СССР (1954—1956). Начальник Подольского артиллерийского училища (5 сентября — 9 декабря 1941), отличившегося во время обороны Москвы на Ильинском рубеже.

## Биография
Родился в 1900 году в городе Горловка, Екатеринославской губернии, Российская империя в семье служащего С. Д. Стрельбицкого. Происходил из древнего казацко-шляхетского рода Стрельбицких, который известен с времён Галицко-Волынского государства.
Свыше сорока лет прослужил в рядах РККА, Советской Армии и прошёл путь от красноармейца (1918 год) до начальника радиотехническими войсками. Участник трех войн.
В период репрессий в РККА, когда он был начальником артиллерии 33-го стрелкового корпуса, арестован как «польский шпион», но вскоре освобожден.
Участвовал в советско-финской войне.
На 22 июня 1941, полковник, командир 8-й артиллерийской бригады ПТО. Бригада под руководством Стрельбицкого совместно с 24-й стрелковой дивизией К. Н. Галицкого севернее города Лиды приняла на себя удар 3-й танковой группы Гота. Бригада оказалась в Белостокско-Минском котле. Выходя из окружения, соединился с группой заместителя командующего Западным фронтом генералом И. В. Болдиным (вышедшие 11 августа из окружения советские воины получили название «группы генерала Болдина»). 15 августа 1941 года награждён орденом Красного Знамени.
5 сентября 1941 года назначен начальником Подольского артиллерийского училища, с октября 1941 года вместе с курсантами училища задержал немецкое наступление на Ильинском рубеже.
Начальник артиллерии 60-й армии, командующий артиллерией 3-й ударной, 2-й гвардейской армий, участвовал в штурме Севастополя и Кенигсберга.
21 апреля 1944 года командующим 2-й гвардейской армией гвардии генерал-лейтенантом Г. Ф. Захаровым гвардии генерал-майор артиллерии И. С. Стрельбицкий был представлен к званию Героя Советского Союза. Из представления: «… Под личным руководством генерала Стрельбицкого было отражено несколько десятков контратак пехоты и танков противника… За активное и умелое участие в разработке и руководстве боевыми операциями армии по прорыву современной обороны противника на р[еке] Молочная, на Перекопе и Ишуне; за личное мужество и героизм, проявленные во время руководства артчастями при прорыве обороны на Перекопе и Ишуне». Однако вместо присвоения звания Героя он был награждён орденом Суворова I степени.
В период 1945—1947 годов заместитель начальника артиллерии Харьковского ВО.
В период 1947—1953 годов помощник командующего бронетанковыми и механизированными войсками ВС СССР.
В 1950—1953 годах принимал участие в военном конфликте КНДР и КНР против США (старший военный советник).
1953—1955 слушатель Высшей военной академии имени К. Е. Ворошилова.
С 30.06.1954 года по 1956 год — начальник радиотехнических войск. В отставке с 1960 года.
Автор нескольких мемуаров. Автор идеи создания мемориала Ильинские рубежи.
Скончался 25 ноября 1980 года на 81-м году жизни после продолжительной болезни. Похоронен на Новодевичьем кладбище Москвы.

## Награды
- Орден Ленина (21.02.1945);
- Орден Красного Знамени (15.08.1941; 03.11.1944; 20.06.1949; …);
- Орден Суворова I степени (16.05.1944);
- Орден Кутузова I степени (19.04.1945);
- Орден Кутузова II степени (17.09.1943);
- Орден Красной Звезды (28.10.1967);[2]
- Ряд медалей СССР;
- Иностранные награды.

## Воинские звания
- полковник (?)
- генерал-майор артиллерии (09.11.1941)
- генерал-лейтенант артиллерии (16.05.1944)

## Сочинения
- Стрельбицкий И. С., Хахалев В. Д. «Методика огневой подготовки истребительно-противотанковой артиллерии». — М.: Военное издательство, 1947.
- Стрельбицкий И. С. «Штурм» — М.: Воениздат, 1965. — 250 с. — (Военные мемуары). — Второе, дополненное издание[3].
- Стрельбицкий И. С. «Беглым, огонь!» — М.: ДОСААФ, 1969.
- Стрельбицкий И. С. «Ураган» — М.: Ордена Трудового Красного Знамени Военное издательство Министерства обороны СССР, 1977. — (Военные мемуары)[4].
- Стрельбицкий И. С. Ради вас, люди: [воспоминания о поэте Эдуарде Асадове.] — М.: Советская Россия, 1979.
- Стрельбицкий И. С. «На Варшавском шоссе». — М.: Издательство ДОСААФ, 1979.
- Стрельбицкий И. С. «Из воспоминаний артиллериста о штурме Перекопа». // Военно-исторический журнал. — 1960. — № 2. — С.58-73.
- Стрельбицкий И. С. «В боях за Севастополь». // Военно-исторический журнал. — 1961. — № 12. — С.67-78.

## Память
- В его честь названа улица в городе Подольск (Московская область) в новом микрорайоне.
- В 2020 году вышел кинофильм «Подольские курсанты», посвященный подвигу подольских курсантов артиллерийского и пехотного училищ в октябре 1941 года под Москвой. В этом фильме роль Ивана Стрельбицкого сыграл актёр Евгений Дятлов.